# Soldati in marcia
Soldati in marcia (Шли солдаты…) è un film del 1958 diretto da Leonid Zacharovič Trauberg.